# X 100pre Tour
El X 100pre Tour fue la segunda gira de conciertos del cantante puertorriqueño Bad Bunny, en apoyo a su álbum de estudio X 100pre, esta recorrió Norteamérica, Latinoamérica y Europa en 61 fechas, comenzando en San Juan el 8 de marzo de 2019 y finalizando en Tampa el 8 de diciembre de 2019. La gira fue nombrada entre las más lucrativas según Pollstar, estando en el puesto dieciséis del listado.

## Antecedentes
Las primeras fechas fueron anunciadas por el cantante en su cuenta de Facebook el 18 de diciembre de 2018, en la cual presentaba 14 fechas repartidas en Estados Unidos y tres presentaciones en la capital boricua, de las cuales fue añadida posteriormente una segunda fecha en Miami. El 21 de enero de 2019 fueron anunciadas, por Colboletos, tres fechas en Colombia, específicamente en Bogotá, Cali y Medellín. El 24 de enero de 2019 se anuncia la participación del cantante en la versión francesa del Lollapalooza. El 2 de marzo de 2019 se anunció, a través de la organizadora de eventos chilena Bizarro Live Entertainment, un concierto único en Santiago de Chile el 6 de septiembre del mismo año. El 9 de abril de 2019 anuncia la segunda parte norteamericana de la gira, incluyendo 17 fechas únicamente en Estados Unidos, esta parte de la gira sería patrocinada por Corona Estéreo Beach de Corona Extra. Luego el 11 de abril de 2019 fue anunciado un concurso de talentos para los conciertos en Colombia, donde los tres ganadores serían los teloneros o actos de apertura de Bad Bunny por su paso en tierra colombiana. El 30 de abril de 2019 se anuncia la etapa europea de la gira, la cual iniciaría el 4 de julio del mismo año. El 24 de mayo se anuncia la expansión del tour al recinto Barclays Center. El 28 de mayo de 2019 se cancela el paso del boricua por Colombia, quedando el país sin ninguna de las tres fechas anteriormente pactadas. El 25 de julio de 2019 se anuncia una segunda fecha en la capital chilena, la cual estaría pactada para el 4 de septiembre del mismo año. El 8 de agosto de 2019 se anunció una fecha única en la ciudad mexicana de Monterrey, mientras que dos semanas después anunciaría una extensión de la gira mexicana por Ciudad de México, San Luis Potosí y Tampico.

## Invitados Especiales
- J Balvin el 8 de marzo en San Juan
- Wisin y Yandel el 8 de marzo en San Juan
- Becky G el 8 de marzo en San Juan y el 22 de abril en Los Ángeles.
- Arcángel el 15 de junio en Santo Domingo
- Lunay el 15 de junio en Santo Domingo
- El Alfa El Jefe  el 15 de junio en Santo Domingo
- Jhay Cortez y Andrezz  el 7 de septiembre en Santiago de Chile (Chile)
- Cazzu el 17 de octubre en Ciudad de México

## Fechas
| Fecha                               | Ciudad                 | País                   | Recinto                      | Entradas               | Recaudación            |
| Norteamérica - Etapa I              | Norteamérica - Etapa I | Norteamérica - Etapa I | Norteamérica - Etapa I       | Norteamérica - Etapa I | Norteamérica - Etapa I |
| ----------------------------------- | ---------------------- | ---------------------- | ---------------------------- | ---------------------- | ---------------------- |
| 8 de marzo de 2019                  | San Juan               | Puerto Rico            | Coliseo de Puerto Rico       | 48,080 / 48,080        | $3,729,143             |
| 9 de marzo de 2019                  | San Juan               | Puerto Rico            | Coliseo de Puerto Rico       | 48,080 / 48,080        | $3,729,143             |
| 10 de marzo de 2019                 | San Juan               | Puerto Rico            | Coliseo de Puerto Rico       | 48,080 / 48,080        | $3,729,143             |
| 14 de marzo de 2019                 | Miami                  | Estados Unidos         | AmericanAirlines Arena       | 18,315 / 18,315        | $1,953,842             |
| 16 de marzo de 2019                 | Miami                  | Estados Unidos         | AmericanAirlines Arena       | 18,315 / 18,315        | $1,953,842             |
| 21 de marzo de 2019                 | Portland               | Estados Unidos         | Moda Center                  | -                      | -                      |
| 22 de marzo de 2019                 | Seattle                | Estados Unidos         | Tacoma Dome                  | -                      | -                      |
| 24 de marzo de 2019                 | Chicago                | Estados Unidos         | Allstate Arena               | 16,853 / 17,170        | $1,735,653             |
| 28 de marzo de 2019                 | Austin                 | Estados Unidos         | H-E-B Center                 | -                      | -                      |
| 29 de marzo de 2019                 | Hidalgo                | Estados Unidos         | State Farm Arena             | -                      | -                      |
| 30 de marzo de 2019                 | Odessa                 | Estados Unidos         | The Hacienda Event Center    | -                      | -                      |
| 31 de marzo de 2019                 | El Paso                | Estados Unidos         | Don Haskins Center           | -                      | -                      |
| 4 de abril de 2019                  | Dallas                 | Estados Unidos         | American Airlines Center     | 16,484 / 16,484        | $1,457,679             |
| 5 de abril de 2019                  | Laredo                 | Estados Unidos         | Sames Auto Arena             | -                      | -                      |
| 7 de abril de 2019                  | Uncasville             | Estados Unidos         | Mohegan Sun Arena            | -                      | -                      |
| 11 de abril de 2019                 | Orlando                | Estados Unidos         | Amway Center                 | 16,247 / 16,247        | $1,579,955             |
| 12 de abril de 2019                 | Estero                 | Estados Unidos         | Hertz Arena                  | 7,626 / 7,626          | $709,277               |
| 14 de abril de 2019                 | Indio                  | Estados Unidos         | Empire Polo Club             | Festival               | Festival               |
| 20 de abril de 2019                 | San Francisco          | Estados Unidos         | SAP Center                   | 17,116 / 17,767        | $1,640,810             |
| 21 de abril de 2019                 | Indio                  | Estados Unidos         | Empire Polo Club             | Festival               | Festival               |
| 22 de abril de 2019                 | Los Ángeles            | Estados Unidos         | Staples Center               | 16,787 / 16,787        | $1,912,592             |
| 27 de abril de 2019                 | Nueva York             | Estados Unidos         | Madison Square Garden        | 18,656 / 18,656        | $2,114,421             |
| 28 de abril de 2019                 | Reading                | Estados Unidos         | Santander Arena              | 8,656 / 8,656          | $762,264               |
| Latinoamérica - Etapa II            |                        |                        |                              |                        |                        |
| 14 de junio de 2019                 | Ciudad de Panamá       | Panamá                 | Plaza Amador                 | 6,400 / 6,400          | $658,039               |
| 15 de junio de 2019                 | Santo Domingo          | República Dominicana   | Estadio Quisqueya            | 30,288 / 30,288        | $1,130,679             |
| Europa - Etapa III                  |                        |                        |                              |                        |                        |
| 4 de julio de 2019                  | Madrid                 | España                 | Feria de Madrid              | Festival               | Festival               |
| 5 de julio de 2019                  | Valencia               | España                 | Plaza de toros de Valencia   | Festival               | Festival               |
| 6 de julio de 2019                  | Ámsterdam              | Países Bajos           | -                            | Festival               | Festival               |
| 7 de julio de 2019                  | Turku                  | Finlandia              | National Park of Ruissalo    | Festival               | Festival               |
| 10 de julio de 2019                 | Milán                  | Italia                 | ATM Park Milanofiori         | Festival               | Festival               |
| 11 de julio de 2019                 | Roma                   | Italia                 | Hipódromo de Capannelle      | Festival               | Festival               |
| 13 de julio de 2019                 | Mannheim               | Alemania               | SAP Arena                    | Festival               | Festival               |
| 18 de julio de 2019                 | Gran Canaria           | España                 | Estadio de Gran Canaria      | Festival               | Festival               |
| 19 de julio de 2019                 | Tenerife               | España                 | Hoyo 1 Amarilla Golf         | Festival               | Festival               |
| 20 de julio de 2019                 | Barcelona              | España                 | -                            | Festival               | Festival               |
| 21 de julio de 2019                 | París                  | Francia                | Hipódromo de Longchamp       | Festival               | Festival               |
| Norteamérica y Guatemala - Etapa IV |                        |                        |                              |                        |                        |
| 8 de agosto de 2019                 | Dallas                 | Estados Unidos         | Dos Equis Pavilion           | -                      | -                      |
| 10 de agosto de 2019                | Brampton               | Canadá                 | CAA Centre                   | -                      | -                      |
| 16 de agosto de 2019                | Ciudad de Guatemala    | Guatemala              | Explanada Cardales de Cayala | 15,436 / 15,436        | $1,271,866             |
| 17 de agosto de 2019                | Rosarito               | México                 | Rosarito Beach               | -                      | -                      |
| 30 de agosto de 2019                | Miami                  | Estados Unidos         | AmericanAirlines Arena       | -                      | -                      |
| Latinoamérica - Etapa V             |                        |                        |                              |                        |                        |
| 4 de septiembre de 2019             | Santiago               | Chile                  | Movistar Arena               | 28,931 / 32,134        | $1,358,530             |
| 6 de septiembre de 2019             | Santiago               | Chile                  | Movistar Arena               | 28,931 / 32,134        | $1,358,530             |
| 12 de octubre de 2019               | Monterrey              | México                 | Arena Monterrey              | 15,882 / 15,882        | $807,949               |
| 17 de octubre de 2019               | Ciudad de México       | México                 | Arena Ciudad de México       | 25,172/25,172          | $825,557               |
| 18 de octubre de 2019               | San Luis Potosí        | México                 | El Domo                      | -                      | -                      |
| 19 de octubre de 2019               | Tampico                | México                 | Expotampico                  | -                      | .                      |
| 20 de octubre de 2019               | Tijuana                | México                 | Plaza Monumental             | -                      | -                      |
| Norteamérica - Etapa VI             |                        |                        |                              |                        |                        |
| 25 de octubre de 2019               | Boston                 | Estados Unidos         | Agganis Arena                | 6,661 / 6,661          | $727,731               |
| 26 de octubre de 2019               | Bridgeport             | Estados Unidos         | Webster Bank Arena           | 7,580 / 9,358          | $600,511               |
| 27 de octubre de 2019               | Nueva York             | Estados Unidos         | Prudential Center            | 13,078 / 13,078        | $1,258,662             |
| 1 de noviembre de 2019              | Washington D.C         | Estados Unidos         | EagleBank Arena              | 9,980 / 9,980          | $963,260               |
| 2 de noviembre de 2019              | Greensboro             | Estados Unidos         | Greensboro Coliseum Complex  | 8,648 / 8,648          | $761,482               |
| 3 de noviembre de 2019              | Atlanta                | Estados Unidos         | State Farm Arena             | 11,155 / 11,155        | $1,002,135             |
| 8 de noviembre de 2019              | Dallas                 | Estados Unidos         | Curtis Culwell Center        | 7,065 / 8,120          | $628,310               |
| 9 de noviembre de 2019              | San Antonio            | Estados Unidos         | Freeman Coliseum             | 10,108 / 10,108        | $999,101               |
| 10 de noviembre de 2019             | Tulsa                  | Estados Unidos         | BOK Center                   | 7,131 / 7,778          | $690,601               |
| 15 de noviembre de 2019             | Phoenix                | Estados Unidos         | Talking Stick Resort Arena   | 14,365 / 14,365        | $1,191,574             |
| 16 de noviembre de 2019             | Las Vegas              | Estados Unidos         | Mandalay Bay Events Center   | 8,841 / 8,841          | $808,803               |
| 17 de noviembre de 2019             | Los Angeles            | Estados Unidos         | The Forum                    | 16,564 / 16,564        | $1,930,160             |
| 22 de noviembre de 2019             | San Diego              | Estados Unidos         | Pechanga Arena San Diego     | 13,414 / 13,414        | $1,071,480             |
| 23 de noviembre de 2019             | Ontario                | Estados Unidos         | Citizens Business Bank Arena | 10,154 / 10,154        | $1,158,555             |
| 24 de noviembre de 2019             | San Francisco          | Estados Unidos         | Chase Center                 | 16,387 / 16,387        | $1,499,232             |
| 27 de noviembre de 2019             | Tucson                 | Estados Unidos         | Tucson Arena                 | 7,167 / 7,167          | $636,749               |
| 29 de noviembre de 2019             | Chicago                | Estados Unidos         | Allstate Arena               | 17,299 / 17,299        | $1,710,269             |
| 1 de diciembre de 2019              | Houston                | Estados Unidos         | Toyota Center                | 15,790 / 15,790        | $1,554,002             |
| 6 de diciembre de 2019              | Nueva York             | Estados Unidos         | Barclays Center              | 16,460 / 16,460        | $1,693,862             |
| 8 de diciembre de 2019              | Tampa                  | Estados Unidos         | Amalie Arena                 | 12,453 / 12,453        | $1,000,837             |
| Total                               | Total                  | Total                  | Total                        | -                      | -                      |

## Conciertos Cancelados o Reprogramados
| Día                 | Ciudad   | País           | Recinto                           | Motivo                                                          |
| ------------------- | -------- | -------------- | --------------------------------- | --------------------------------------------------------------- |
| 14 de marzo de 2019 | Reading  | Estados Unidos | Santander Arena                   | Reprogramado al 28 de abril de 2019                             |
| 6 de junio de 2019  | Bogotá   | Colombia       | Centro de Eventos Autopista Norte | Cancelados por motivos desconocidos y ajenos a las productoras. |
| 7 de junio de 2019  | Cali     | Colombia       | Plaza de Toros Cañaveralejo       | Cancelados por motivos desconocidos y ajenos a las productoras. |
| 8 de junio de 2019  | Medellín | Colombia       | Plaza de toros La Macarena        | Cancelados por motivos desconocidos y ajenos a las productoras. |